# 임시어
임시어(臨時語, nonce word)는 한 언어 공동체의 개별 구성원이 일시적으로 만들어 사용하고 있으나, 사회적 승인을 얻지 못 한 상태의 단어를 칭한다.

## 임시어의 발생 원인
광고는 소비의 욕구를 불러일으켜야 하는 광고의 목적과 시,공간적인 제약으로 인해 간결한 표현을 만든다. 흔히 광고는 외국어나 외래어를 주로 사용하는데 이로 인해 비판의 대상이 되기도 한다. 하지만 광고의 제약을 줄여준다는 것에서는 긍정적인 효과를 가져오기 때문에 널리 사용되고 있다. 예를 들어 케어라는 단어를 사용한 두피케어 샴푸라는 것을 볼 수 있는데 케어라는 단어를 통해서 건강한 두피를 관리하여 좋은 상태로 유지시켜줌이라는 문장을 케어라는 단어로 집약시켰다.

## 임시어-단일어
단일어를 만든다는 것은 한계가 있다. 하지만 한자어를 단일어로 본다면 보습을 예로 들 수 있다. 보습은 사전에 등재되지 않은 단어지만 일생생활 속에서 흔히 사용되고 있는 단어이다. 한자가 뜻 문자임을 통해 보습의 단어에서 뜻을 유추할 수 있기 때문에 별다른 문제 없이 사용하고 있다.

## 임시어-합성어
합성어는 둘 이상의 명사가 모여서 합성명사를 이루는 경우로 생활특권, 부자남편, 색깔빨래, 제로칼로리 등이 그 예이다. 가장 특징적인 예시로 스스로학습이 있는데 이는 부사가 명사를 수식한 경우로 이는 일반적인 통사 구성 방식에 반하므로 비통사적 합성어라고 할 수 있다.

## 임시어-파생어
접두사는 어근에 약간의 의미를 보태어주는 역할을 한다. 광고에서는 신(新)과 무(無)가 주로 사용된다. 무(無)는 다양한 의미를 내포하고 있는데 ‘무탄산, 무색소’라는 카피에서는 -가 없음을 나타내고 ‘무세제 세탁기’에서는 세제가 필요없음을 의미한다. ‘환경호르몬 무검출’에서는 피동적인 의미까지 내포하고 있다. 신(新)은 제품의 성능이 좋아졌을 때 주로 사용하는 단어로 그 예시로 2012년형 k5등을 볼 수 있다. 상품명에 -하다를 사용하여 행위성이 없는 물체임에도 불구하고 제품명 뒤 -하다를 붙여 그 제품을 사용함에 긍정적인 인식을 가져온다.

## 같이 보기
- 문학적 비상식
- 메타 문법 변수
- 견본용 이름
- 유사 비단어
- 푸바
- 재버워키